# アイズシモツケ
アイズシモツケ（会津下野、学名：Spiraea chamaedryfolia var. pilosa）は、バラ科シモツケ属の落葉低木。別名、アイヅシモツケ。

## 特徴
樹形の高さは2mになる。若い枝は赤褐色を帯び、稜角があり、無毛か白軟毛がある。葉は、長さ3-8mmの葉柄をもって枝に互生し、形は卵形から広卵形または狭卵形。葉の先端は鋭頭で、基部は円形または広い切形になり、葉身は長さ3-6cm、幅1.5-3.5cmになる。葉の表面は無毛か短伏毛があり、裏面は若葉時に軟毛があり、のちに無毛になる場合がある。縁には基部以外の部分に鋭い重鋸歯がある。
花期は5-6月、今年枝の先端に散房花序をつくり、径10mmの白色の5弁花を多数咲かせる。花弁の長さは2.5-3.5mm。雄蕊は約20本あり、花弁より長く伸び、長さ5-7mmになる。果実は長さ3mmの袋果となる。

## 分布と生育環境
日本では、北海道、本州の中部地方以北、九州の熊本県に分布し、山地の日当たりのよい崖地や岩場、林縁に生育する。アジアでは東アジア、シベリアに分布する。基本種はヨーロッパからシベリアに分布する。
和名の由来は、福島県の会津地方で発見されたことによる。

## 基本種
- ケナシアイズシモツケ Spiraea chamaedryfolia L. var. chamaedryfolia

## ギャラリー
- 葉の縁は上部3分の2が重鋸歯になる。
- 花弁より雄蕊の方が長い。
- 樹形